# Meridiano 82 W
O meridiano 82 W é um meridiano que, partindo do Polo Norte, atravessa o Oceano Ártico, América do Norte, Oceano Atlântico, Mar do Caribe, Panamá, América do Sul, Oceano Pacífico, Oceano Antártico, Antártida e chega ao Polo Sul. Forma um círculo máximo com o Meridiano 98 E.
Começando no Polo Norte, o meridiano 82 Oeste tem os seguintes cruzamentos:
| País, território ou mar | Notas |
| ----------------------- | --- |
| Oceano Ártico           | |
| Canadá                  | Nunavut - Ilha Ellesmere                                                                                              |
| Jones Sound             | |
| Canadá                  | Nunavut - Ilha Devon                                                                                                  |
| Estreito de Lancaster   | |
| Canadá                  | Nunavut - Ilha de Baffin                                                                                              |
| Bacia de Foxe           | |
| Canadá                  | Nunavut - Península de Melville (continente)                                                                          |
| Bacia de Foxe           | |
| Canadá                  | Nunavut - Ilha Southampton                                                                                            |
| Estreito de Evans       | |
| Canadá                  | Nunavut - Ilha Coats                                                                                                  |
| Baía de Hudson          | |
| Baía de James           | |
| Canadá                  | Nunavut - Ilha Akimiski                                                                                               |
| Baía de James           | |
| Canadá                  | Ontário - continente e Ilha Manitoulin                                                                                |
| Lago Huron              | |
| Canadá                  | Ontário |
| Lago Erie               | |
| Estados Unidos          | Ohio Virgínia Ocidental Kentucky - cerca de 2 km Virgínia Tennessee Carolina do Norte Carolina do Sul Geórgia Flórida |
| Golfo do México         | Passa a leste de Boca Grande Key, Flórida, Estados Unidos                                                             |
| Cuba                    | |
| Mar das Caraíbas        | |
| Cuba                    | Arquipélago Canarreos                                                                                                 |
| Mar das Caraíbas        | |
| Golfo de Chiriquí       | |
| Panamá                  | |
| Oceano Pacífico         | Passa a oeste da ilha Coiba, Panamá                                                                                   |
| Oceano Antártico        | |
| Antártida               | Território reivindicado pelo Chile (Antártida Chilena)                                                                |